# Семь чудес Украины

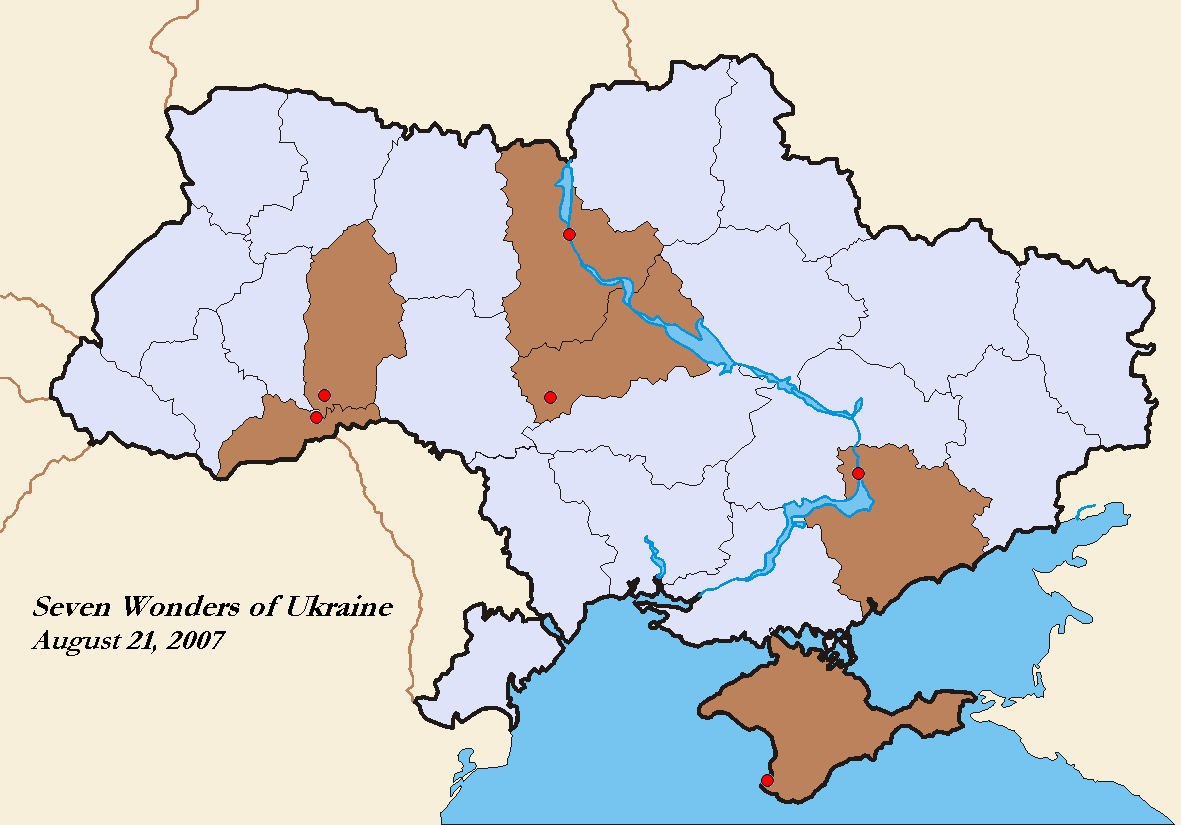
Местоположение «Семи чудес Украины»

«Семь чудес Украины» (укр. Сім чудес України) — семь историко-культурных памятников Украины, определённых всеукраинским одноимённым конкурсом.

## Акция
Акция стартовала в мае 2007 года по инициативе украинского политика Николая Томенко.
Региональные оргкомитеты выставили на конкурс различные объекты. Было отобрано около тысячи объектов. Из этой тысячи экспертный совет, состоящий из сотни человек (культурологов, историков, специалистов туристического бизнеса) выбрали список сначала из 100, а потом из 21 объекта для Интернет-голосования.
Окончательные итоги конкурса были подведены 21 августа 2007 года.
Голосование началось 7 июля 2007 года. Из-за попыток фальсификаций результатов, голосование останавливали.
Выбор «Семи чудес Украины» осуществляли с учётом Интернет-голосования и мнения экспертного совета из сотни человек: культурологов, историков, специалистов туристического бизнеса. В интернет-голосовании приняли участие 77 тысяч человек.

## Победители
Ими являются:
- Заповедник «Каменец»
- Киево-Печерская лавра
- Парк Софиевка
- София Киевская
- Херсонес
- Хортица
- Хотинская крепость

Также три объекта удостоились дополнительной номинации: Некоторым памятникам были также присвоены специальные номинации:
- Ливадийский дворец — памятник новейшей истории
- Острожский замок — духовный памятник
- Музей «Писанка» в Коломые — памятник современной Украины

Руководители победивших объектов-номинантов в награду получили статуэтку из зелёного мрамора, матовой стали и золотистого зеркального акрила.

## Список претендентов участвовавших в Интернет-голосовании
| Изображение | Название                           | Рейтинг по голосам интернет-пользователей | Рейтинг по голосам экспертов |
| ----------- | ---------------------------------- | ----------------------------------------- | ---------------------------- |
|             | Хортица                            | 1                                         | 7                            |
|             | Софиевка                           | 2                                         | 3                            |
|             | Заповедник «Каменец»               | 3                                         | 5                            |
|             | Киево-Печерская лавра              | 4                                         | 1                            |
|             | Хотинская крепость                 | 5                                         | 12                           |
|             | Херсонес Таврический               | 6                                         | 4                            |
|             | Ливадийский дворец                 | 7                                         | 10                           |
|             | Музей Писанка                      | 8                                         | 17                           |
|             | София Киевская                     | 9                                         | 2                            |
|             | Острожский замок и Академия        | 10                                        | 13                           |
|             | Одесский оперный театр             | 11                                        | 14                           |
|             | Каменная могила                    | 12                                        | 9                            |
|             | Замок Паланок                      | 13                                        | 18                           |
|             | Почаевская лавра                   | 14                                        | 8                            |
|             | Луцкий замок                       | 15                                        | 20                           |
|             | Антониевы пещеры                   | 16                                        | 11                           |
|             | Госпром                            | 17                                        | 21                           |
|             | Олесский замок                     | 18                                        | 15                           |
|             | Свято-Успенская Святогорская лавра | 19                                        | 6                            |
|             | Переяславский музей                | 20                                        | 19                           |
|             | Шевченковский заповедник в Каневе  | 21                                        | 16                           |

## Топ-100
- Киев: Киево-Печерская лавра, София Киевская и Дом с химерами.
- Крым: Алупкинский государственный дворцово-парковый заповедник, Гора Митридат, Ливадийский дворец, Ласточкино гнездо и скифское золото.
- Севастополь: Панорама «Оборона Севастополя 1854—1855 гг.» и Херсонес Таврический.
- Винницкая область: Усадьба Николая Пирогова, Древнеславянский пещерный храм с «Бушинским рельефом», Немировское скифское городище;
- Волынская область: Луцкий верхний замок, Комплекс историко-культурных памятников Владимира Волынского, Музей-усадьба Леси Украинки в Колодяжном, Чудотворная икона Холмской Божьей Матери;
- Днепропетровская область: Каменные бабы, Могила кошевого атамана Ивана Сирка, Троицкий собор в Новомосковске, Церковь рождества Богородицы, Сооружения Украинской укреплённой линии;
- Донецкая область: Свято-Успенская Святогорская лавра;
- Житомирская область: Церковь Святого Василия Большого, Государственный заказник «Каминное село», Музей космонавтики имени С. П. Королёва;
- Закарпатская область: Замок Паланок, Музей леса и сплава на Чёрной Реке, Михайловская православная церковь, Невицкий замок;
- Запорожская область: Каменная могила, Национальный заповедник-остров «Хортица», Исторический промышленно-энергетический комплекс «Днепрогэс»,
- Ивано-Франковская область: Музей «Писанка», Пещерный комплекс Скалы Довбуша, Церковь Святого Духа (Рогатин),
- Киевская область: Национальный заповедник «Переяслав», Лютежский плацдарм, Усадьба Ивана Козловского, дендрологический парк «Александрия», Добраничевская стоянка, Свято-Покровская церковь, Мемориальный музей-усадьба народной художницы Екатерины Билокур;
- Кировоградская область: Заповедник-музей И. К. Тобилевича, Крепость Святой Елизаветы, Кировоградский областной художественный музей;
- Луганская область:  Дом В. И. Даля, Памятник «Борцам революции», Комплекс сооружений Деркульского конного завода;
- Львовская область: Олесский замок, Свиржский замок, Подгорецкий замок, Креховский монастырь, Тустань;
- Николаевская область: Национальный историко-археологический заповедник «Ольвия», Археологический памятник «Дикий сад»;
- Одесская область: Одесский государственный академический театр оперы и балета, Акерманская крепость, Потёмкинская лестница;
- Полтавская область: Заповедник-музей Н. В. Гоголя, Литературно-мемориальный музей и усадьба И. П. Котляревского, Николаевская церковь (Диканька), Полтавский краеведческий музей, Полтавский Крестовоздвиженский монастырь;
- Ровненская область: Замковый комплекс (Острог), Троицкий Монастырь (Корец), Дворцовый комплекс Дубенского замка;
- Сумская область: Памятник мамонту, Круглый двор, Софрониевский монастырь;
- Тернопольская область: Бильче-Золотое палеолитическое поселение, Городище Богит (Бохит), Бучачская ратуша, Свято-Успенская Почаевская лавра, Зарваницкий духовный центр, Вишневецкий дворцовый комплекс, Лагерь УПА, Национальный историко-архитектурный заповедник «Замки Тернопольщины»;
- Харьковская область: Дом Государственной промышленности, Покровский монастырь, Литературно-мемориальный музей Г. С. Сковороды;
- Херсонская область: парк «Аскания-Нова», Легендарная тачанка, Курганный могильник с центральным скифским царским курганом «Козел», Херсонский художественный музей имени О. Шовкуненко, Свято-Екатерининский собор;
- Хмельницкая область: Национальный историко-архитектурный заповедник «Каменец», Меджибожский замок, Государственный историко-культурный заповедник «Самчики»;
- Черкасская область: Национальный дендрологический парк «Софиевка», Национальный заповедник «Родина Тараса Шевченко», Государственный историко-культурный заповедник «Трипольская культура», Шевченковский национальный заповедник в Каневе;
- Черновицкая область: Государственный историко-архитектурный заповедник «Хотинская крепость», Резиденция Буковинских митрополитов, Успенский собор старообрядцев;
- Черниговская область: Антониевы пещеры, Спасо-Преображенский собор, Густынский монастырь, Княжеский град.